# Полія туполиста
{{#ifeq:0|0|{{#if:Pohlia obtusifolia|{{#if:|[[]}}|[[]]}}}}
Полія туполиста (Pohlia obtusifolia) — вид мохів порядку головмохальних (Bryales).

## Поширення
Ареал охоплює такі частини світу: Європа, Північна Америка, Азія.
Населяє ґрунт, часто в районах пізнього танення снігу в альпійських і субальпійських зонах; високі висоти.

## Характеристика
Рослини дрібні та середні, блідо-зелені, матові. Стебла 0.3–0.8 см. Листки від прямовисних до ± розпростертих, широко-ланцетні, 0.7–1.4 мм; краї від зубчастих до зубчастих у дистальній 1/3. Спеціалізоване нестатеве розмноження відсутнє. Коробочкові ніжки оранжево-коричневі. Коробочка нахилена на 160–180°, від солом'яного до оранжево-коричневого кольору, широко-грушоподібна. Спори 17–25 мкм.